# История Животворящего Креста
История Животворящего Креста (итал. Storie della Vera Croce) — цикл фресок, расположенных в хоре капеллы Баччи базилики Сан-Франческо в Ареццо. Работу начал в 1447 году Биччи ди Лоренцо. Когда Биччи умер в 1452 году, создание фресок было поручено Пьеро делла Франческа. Он выполнил их между 1452 и 1466 годами.

## История
Семейство купцов Баччи, очевидно, решило продолжить украшение капеллы и после смерти Биччи ди Лоренцо для завершения работ пригласили делла Франческа. Контракта, оформляющего заказ на исполнение росписей, не сохранилось, так что до сих пор остаётся неустановленной сама личность заказчика и неясной точная датировка произведения. Единственный дошедший до нас документ, проливающий свет на дату завершения цикла росписей — заключённый в декабре 1466 года договор, в котором братство Мизерикордиа в Ареццо, заказывая Пьеро делла Франческа исполнение хоругви, характеризует художника как «того, кто расписал главную капеллу церкви Сан Франческо в Ареццо». К тому моменту, следовательно, фрески были определённо закончены, а фактически, как показывает стилистический анализ, они были завершены приблизительно за год до этого.
Фрески создавались в две стадии: первый период работы относится к 1458—1459 гг., а закончены они были в 1466 г. Две фрески были исполнены по картонам делла Франческа его главным помощником — Джованни да Пьямонте. Реставрация была произведена в 1992 г.

## Сюжет
Фрески написаны на сюжет, несомненно, предложенный францисканцами города Ареццо и несколько раз до этого воплощавшийся в других францисканских церквях. Это мотив из «Золотой легенды» Якова Ворагинского, повествующей о запутанной судьбе Животворящего креста Господня, который на протяжении полутора тысяч лет после Голгофы был потерян, чудесным образом найден, перевезен в Константинополь, похищен оттуда завоевателями, возвращен обратно, и т. п.
В силу политических мотивов, а может быть и своего собственного видения Пьеро, программа была дополнена двумя сюжетами, отсутствующими в оригинальной легенде. Предполагают, что Джованни Баччи, представитель семьи донаторов капеллы и известный гуманист, мог быть не только заказчиком цикла, но и автором программы цикла, способным руководить художником в отборе сюжетов. Вазари пишет, что капеллу художник «расписал для Луиджи Баччи». Также он пишет, что Пьетро изобразил Луиджи Баччи "вместе с Карло и другими его братьями, а также многочисленными аретинцами, процветавшими тогда в области литературы, в том месте фрески, где обезглавливают какого-то царя".

## Список и описание фресок

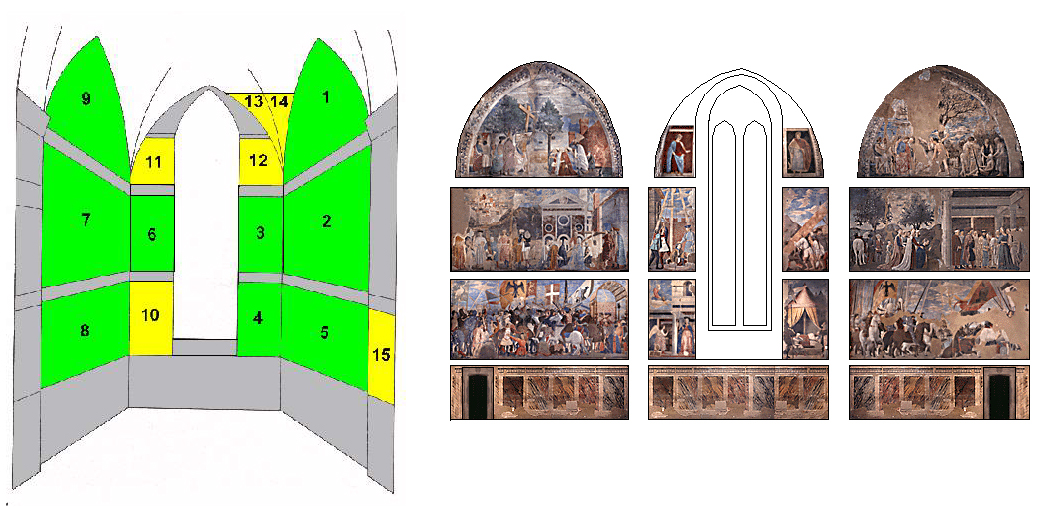
Расположение фресок Пьеро делла Франческа

Художник не следовал хронологическому порядку легенды, предпочитая сосредоточиться на создании симметрии между расположением различных сцен. Большие фрески каждого яруса боковых стен капеллы задуманы как парные, сюжеты их подобраны с таким расчётом, чтобы они давали возможность сходного композиционного построения.

На боковых стенах деление на три большие яруса соответствует логике повествования. На нижних ярусах изображены две битвы; их композиционное построение в виде скученных масс создает у зрителя впечатление, что они служат опорой расположенным выше эпизодам. Во втором ярусе помещены фрески с царицей Савской и императрицей Еленой на противоположных стенах. Здесь композиция более разрежена, а фигуры образуют стройные фризы, вытянувшиеся вдоль стен. И, наконец, в сценах «Смерть Адама» и «Воздвижение креста», помещенных в люнетах верхнего яруса хора, господствует небо, а фигуры расположены далеко друг от друга, чтобы создавалось впечатление лёгкости и воздушности. Подобное построение явно свидетельствует о стремлении Пьетро уподобить свои фигуры архитектуре (Л.Вентури).

Фрески истории Животворящего креста занимают три уровня на широких боковых и узкой алтарной стенах готической капеллы, окружая большое окно. На стенах алтарной арки находятся дополнительные фрески, которые имеют следующие изображения: ангел, купидон, святой Людовик, святой Петр, святой Августин и святой Амбруаз.

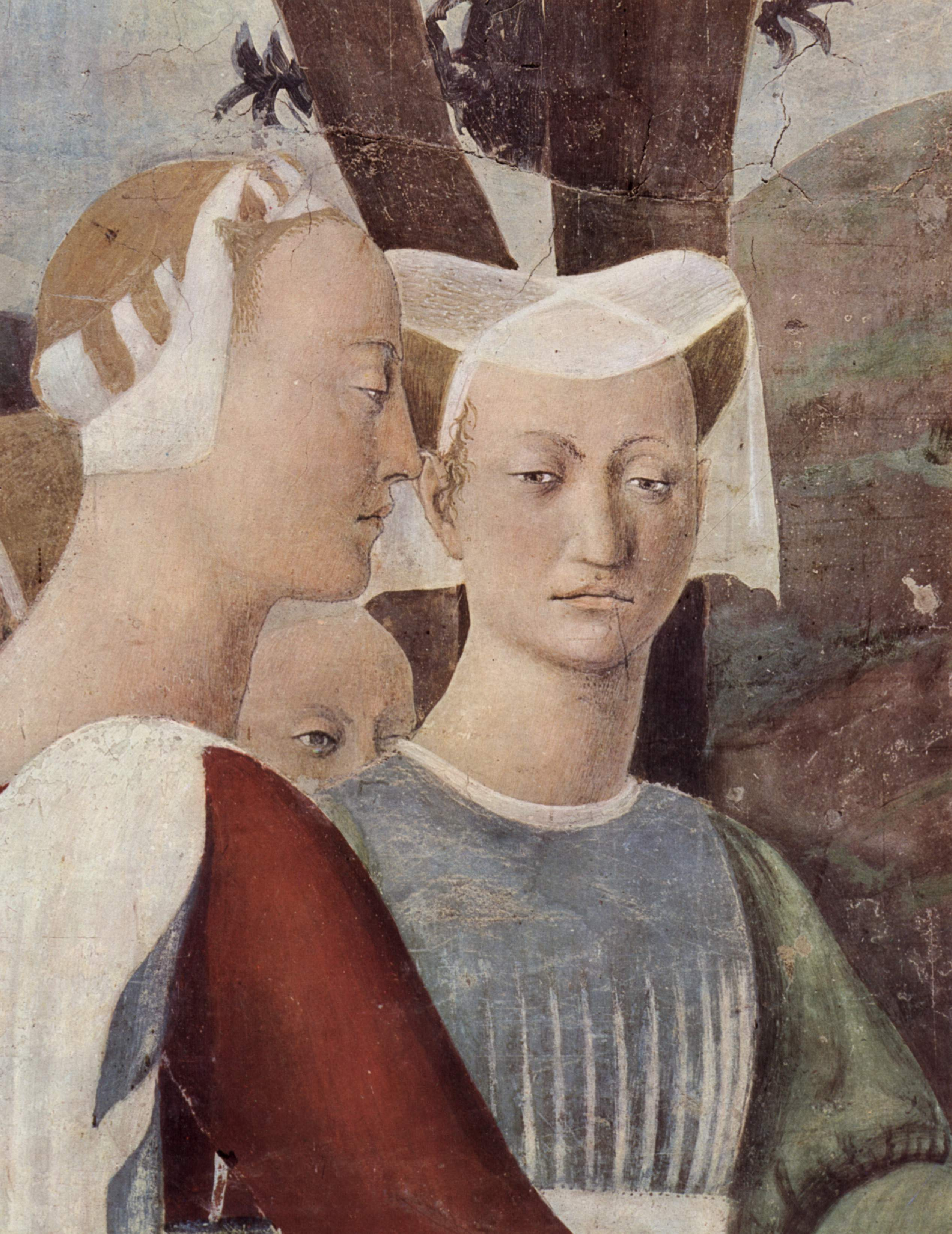
«История царицы Савской» (фрагмент)

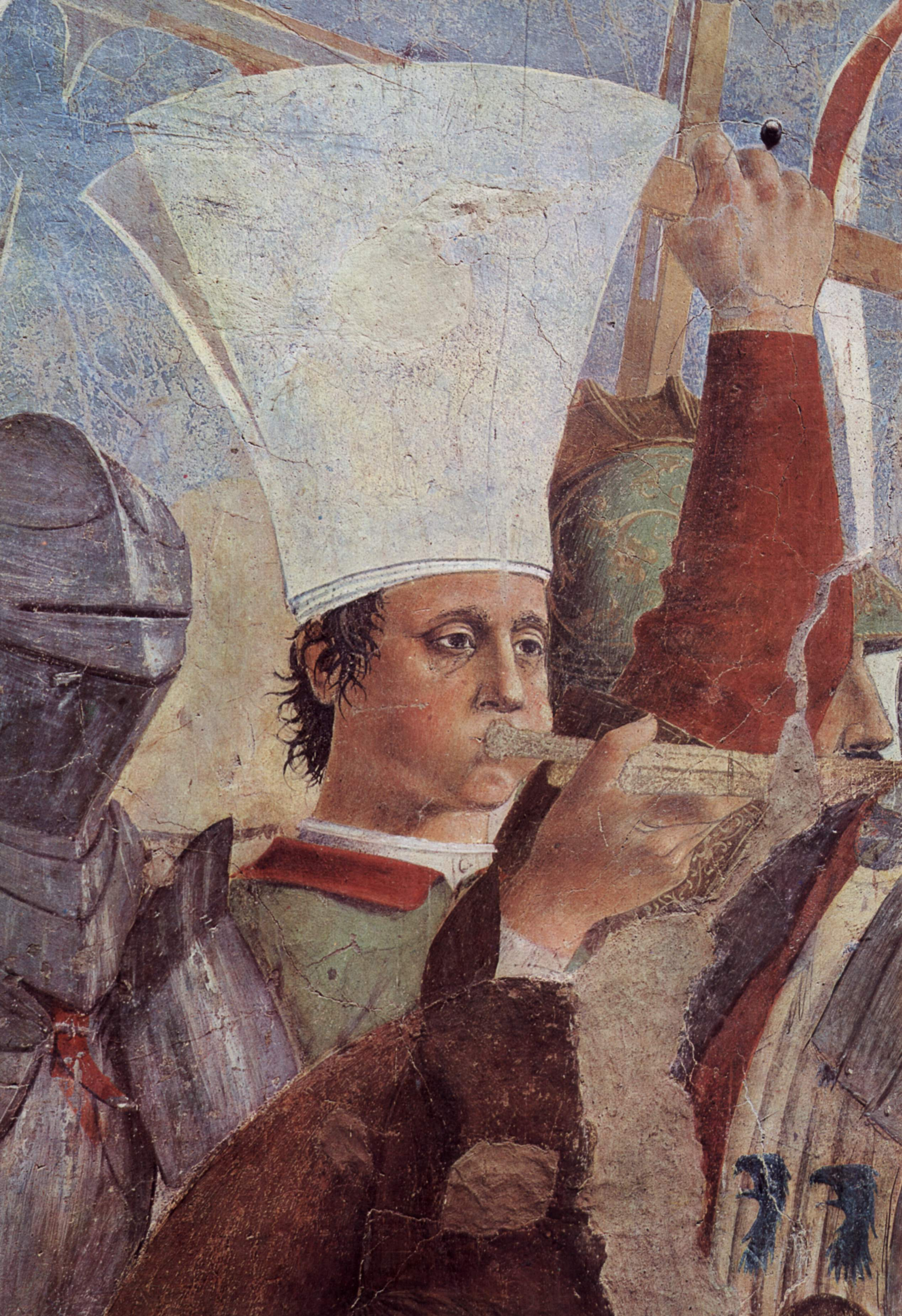
«Победа Ираклия над Хосровом» (фрагмент)

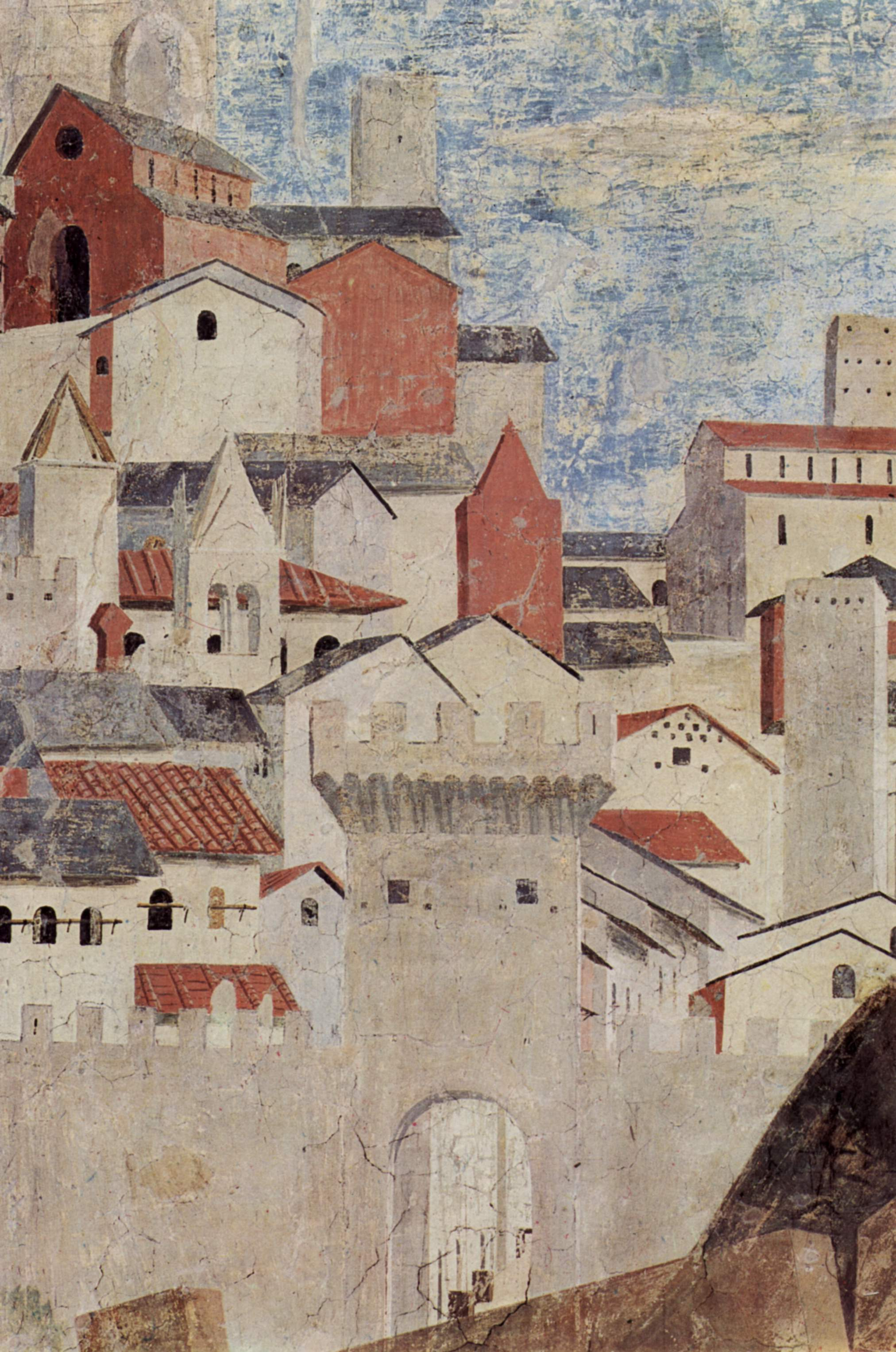
«Обретение и испытание Животворящего Креста» (фрагмент)

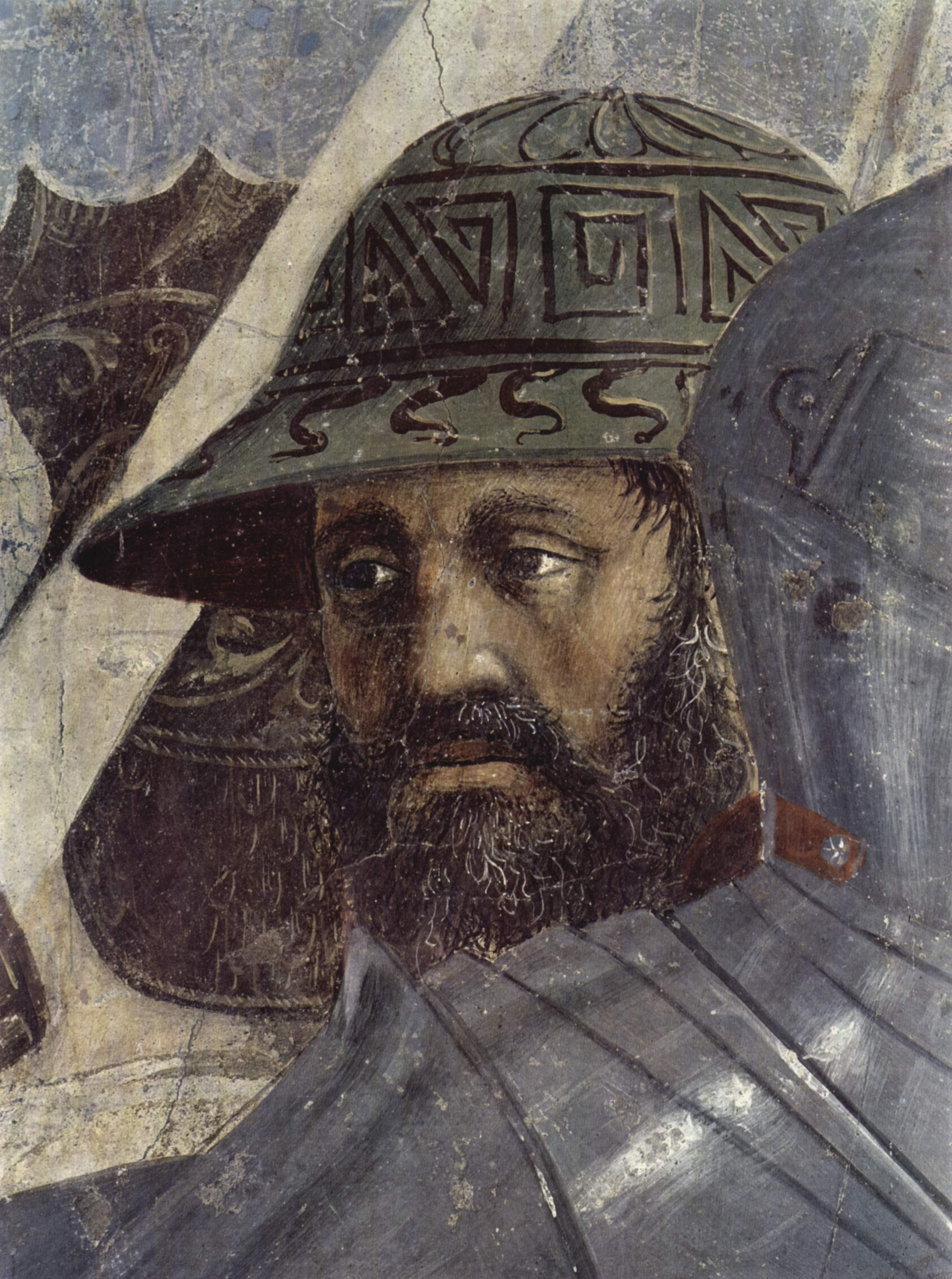
«Победа Ираклия над Хосровом» (фрагмент)

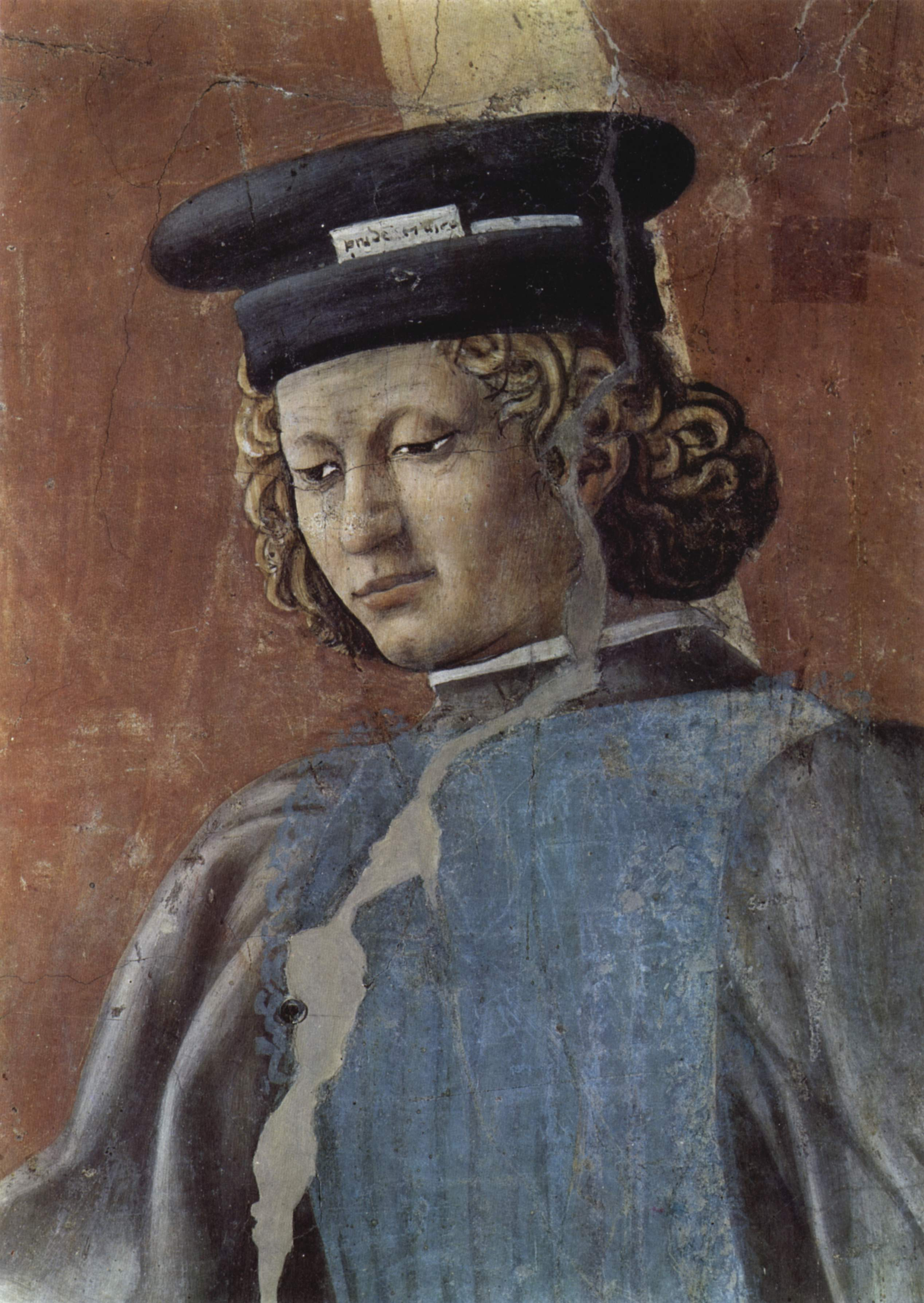
«Пытка Иуды Кириака» (фрагмент)

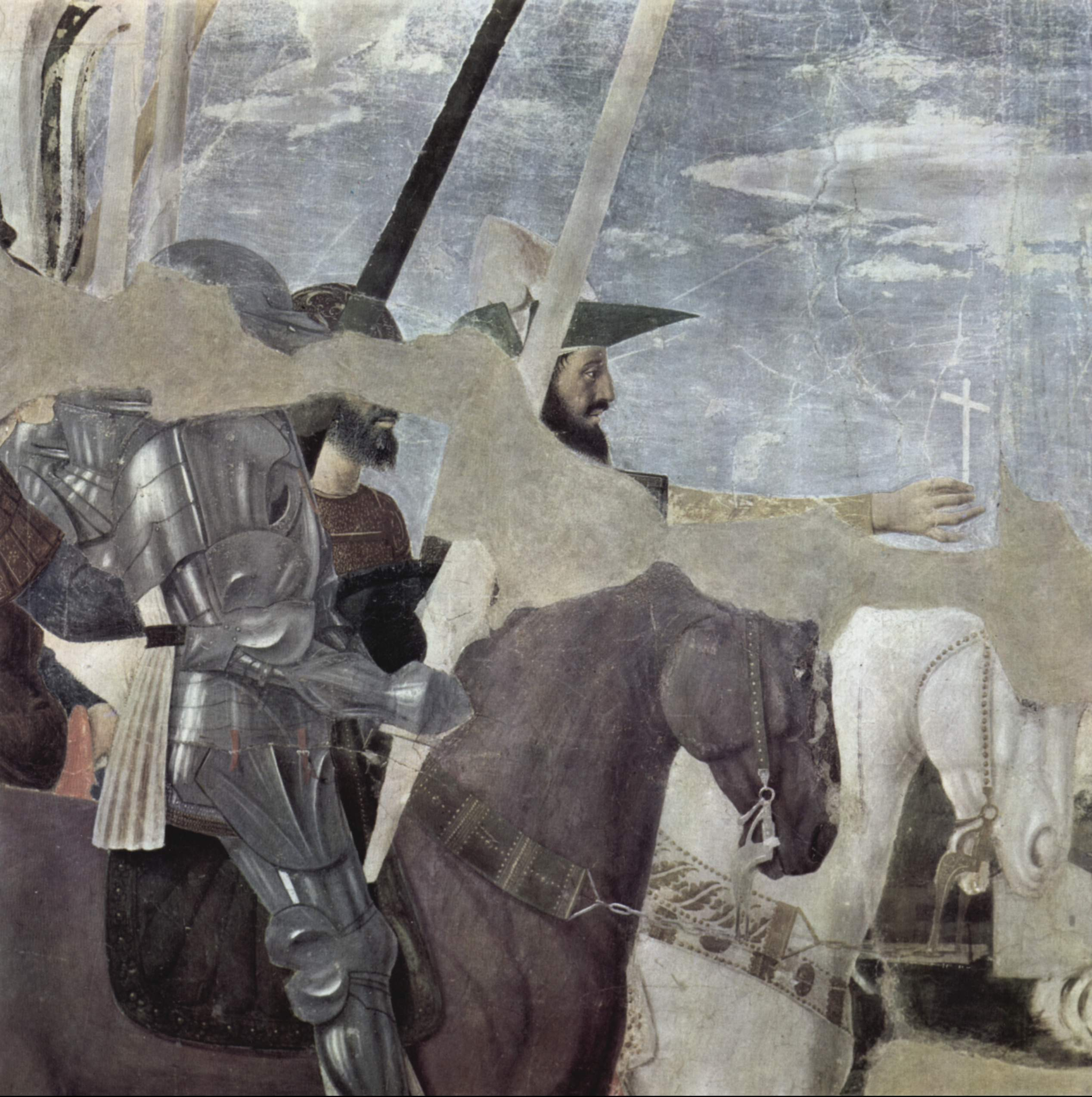
«Победа Константина над Максенцием» (фрагмент)

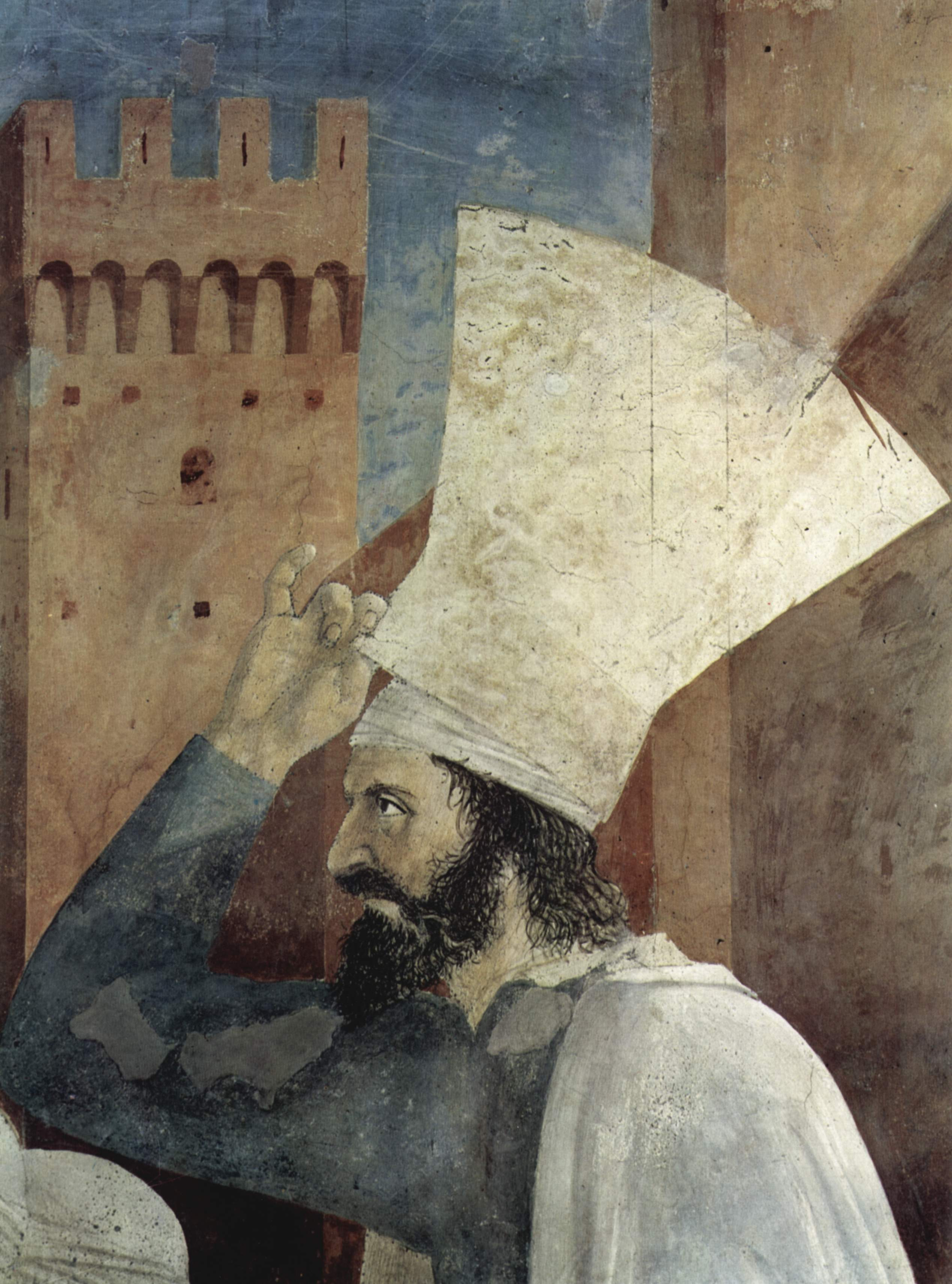
«Воздвижение Креста Господня» (фрагмент)

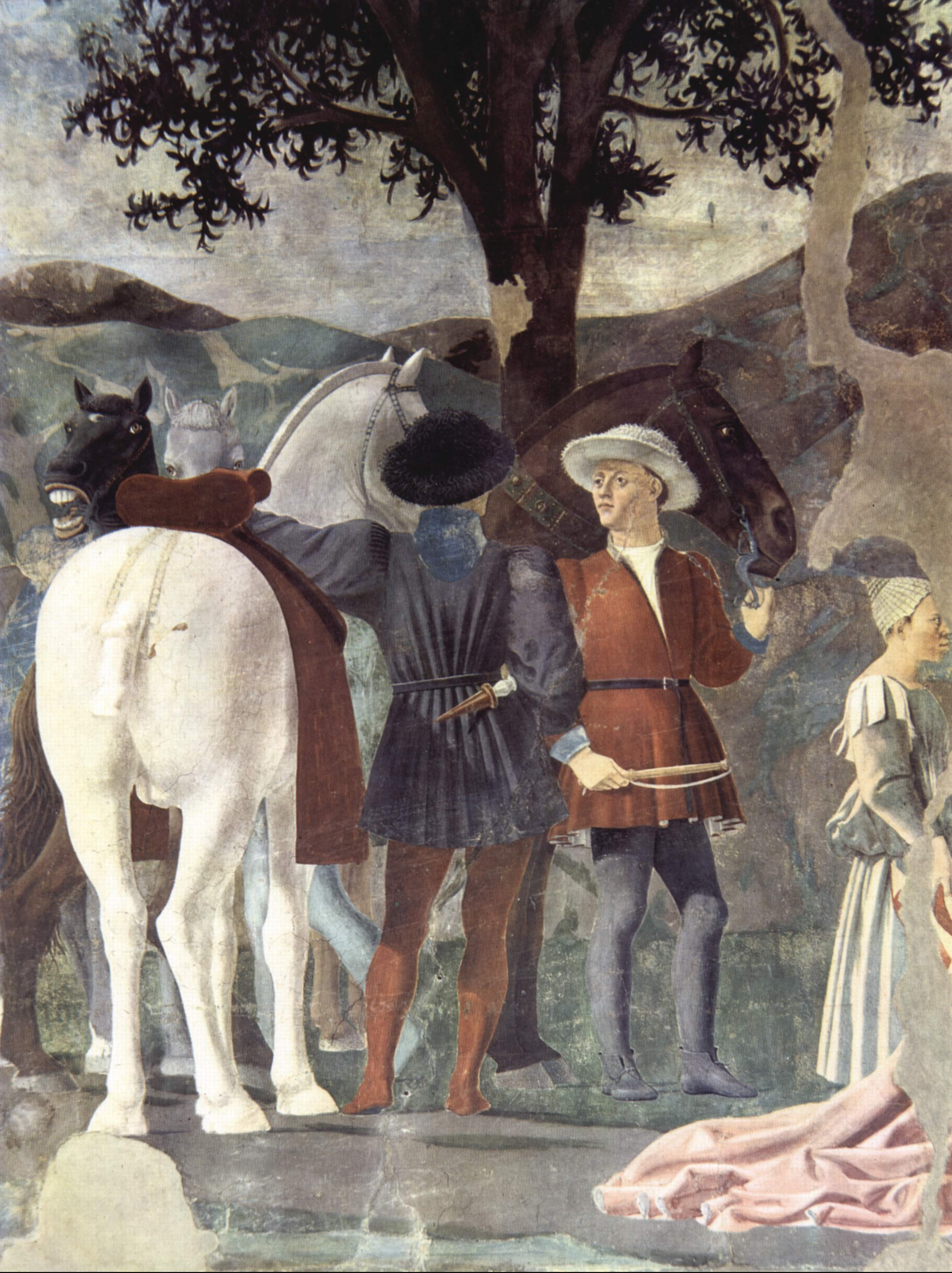
«История царицы Савской» (фрагмент)

| № №   | Изображение | Описание сюжета |
| ----- | ----------- | --- |
| 1     |             | «История Адама» («Смерть Адама»). Адам, будучи уже при смерти, просит своего сына Сифа принести ему из Эдема масло прощения, но, явившийся архангел Михаил, сообщил, что масло прощения всему миру будет даровано через 5500 лет и дал Сифу ветвь от древа познания Добра и Зла, которую Сиф положил в рот Адама при погребении. |
| 2     |             | «История царицы Савской» («Поклонение царицы Савской священному Древу»). Изображена история посещения волшебницей и сивиллой царицей Савской царя Соломона. По пути в Иерусалим она преклонила колени перед брусом, служившим мостом через ручей. По легенде, он был сделан из дерева, проросшего из ветви Древа познания Добра и Зла, вложенной в рот Адама при его погребении, а впоследствии выброшенной при строительстве Иерусалимского храма. Поклонившись ему, она предрекла, что Спаситель мира будет повешен на этом древе, и оттого царству иудеев придёт разорение и конец.                   |
| 3     |             | «Перенесение священного дерева», написана Джованни да Пьемонте, по картону Пьеро. Испугавшись пророчества, Соломон, по легенде, приказал закопать брус, однако тот, спустя тысячу лет, был найден при строительстве бассейна для омовения жертвенных животных и пошёл на изготовление орудия казни Иисуса Христа. |
| 4     |             | «Сновидение Константина». Изображёно явление во сне Константину Великому ангела, пообещавшему победу Константину, если на щиты его войнов будет нанесена монограмма Христа — «ХР». Обещание сопровождалось явлением на небе знамения креста с надписью «Сим победиши!» (лат. In hoc signo vinces). Вазари наиболее восхищается этой фреской, написанной Пьеро «…его талант и искусство в том, как он написал ночь и ангела в ракурсе, который спускается, неся знамение победы Константину, спящему в шатре…, и освещает своим сиянием и шатер, и воинов, и все околичности с величайшим чувством меры». |
| 5     |             | «Победа Константина над Максенцием». Изображена битва у Мильвийского моста (28 октября 312 года) в которой император Константин одержал победу над узурпировавшим в 306 году власть императором Максенцием. |
| 6     |             | «Пытка Иуды Кириака», также написанная Джованни да Пьемонте по картону Пьеро. Изображает историю раскопок императрицы Елены в Иерусалиме, которая, узнав что иудей Иуда знает о месте нахождения, Креста приказала бросить его в колодец. Проведя в нём семь дней, Иуда привел императрицу на место храма Венеры и указал место для раскопок. |
| 7     |             | «Обретение и испытание Животворящего Креста». Изображено обретение Креста святой Еленой в ходе её раскопок в Иерусалиме. Поскольку было обнаружено три креста, то для определения Истинного, согласно «Золотой легенде», епископ Макарий возлагал кресты на мертвеца, проносимого мимо места раскопок, и Крест Господень воскресил усопшего. |
| 8     |             | «Победа Ираклия над Хосровом». Изображено историческое событие возвращения Животворящего Древа в 629 году из Персии после 14-летнего плена обратно в Иерусалим при императоре Ираклии. |
| 9     |             | «Воздвижение Креста Господня». Сюжет посвящён христианскому празднику, установленному в честь обретения Креста. Он получил своё название от того, что епископ Макарий I, с целью, чтобы все верующие могли увидеть Крест, воздвигал (то есть поднимал) его, обращая ко всем сторонам света. Аналогичное торжество состоялось при возвращении Креста из персидского плена. |
| 10    |             | «Благовещенье», дополнительный сюжет. |
| 11-12 |             | Пророки |
| 13-15 |             | Ангелы |

#### Характеристика стиля и значение фресок
«Фрески написаны в тончайшей гамме бледно-розовых, фиолетовых, красных, серых и синих тонов; обобщая объёмы фигур и развёртывая строго ритмизованные композиции параллельно плоскости стены и на фоне гармонически ясных ландшафтов, художник добивается впечатления просветлённой торжественности происходящих событий. Этим произведениям присущ дух невозмутимого внутреннего благородства». «Господствуют голубые и синие тона — даже вороные лошади написаны тёмно-синим, а не чёрным. При первом взгляде живопись выглядит плоскостной, но затем становится понятна её объемно-пространственная основа. Сочетание объёмности и в то же время плоскостности в изображении — одна из удивительных особенностей искусства Пьеро делла Франческа, который, строго соблюдая законы перспективы, не создавал иллюзии глубины пространства. Даже здания на фресках располагаются не под углом, а в фас. Художник часто ставил в профиль фигуры, приближая их к переднему плану, предпочитал закруглённые силуэты и чёткие, лёгкие, плавные линии».
Фрески относятся к числу самых передовых опытов применения перспективы, какие были осуществлены в Италии в XV столетии.
«В замысле росписей Пьеро делла Франческа в Ареццо содержится важное новшество. В отличие от циклов фресок средневековья и ранней поры Возрождения, требовавших от посетителя постепенного обхода помещения для их последовательного рассматривания, живопись капеллы в Ареццо с её четким симметричным построением и выделением узловых моментов повествования предусматривает единовременное обозрение ансамбля. Подобная организация росписей получит дальнейшее развитие в период Высокого Возрождения, наилучшим образом согласуясь с центрическим характером ренессансной архитектуры».
«Лёгкой обозримости фресок способствует их монументальный характер. Фигуры и предметы трактованы обобщённо и приближены к переднему плану, распределение их подчинено чёткому ритму. Благодаря невысокому горизонту фигуры приобретают особую величавость. Перспективное сокращение зданий показано лишь в их верхней части, что позволило художнику ограничить создаваемую средствами перспективы иллюзорную глубину, которая могла бы нарушить единство живописной поверхности стен. Помимо композиционного построения, роспись объединена также общим колористическим решением. Написанные сравнительно небольшим числом чистых, преимущественно светлых красок, фрески создают удивительное ощущение воздушности и света. С помощью тех же средств Пьеро создает впечатление осязаемости и пластичности форм, весомости и материальности падающих крупными складками тканей одежд, солидности и устойчивости архитектуры».
«Сон Константина» является одним из первых ноктюрнов, одной из первых попыток в живописи кватроченто передать искусственное освещение.